# Palacio de Monsalves

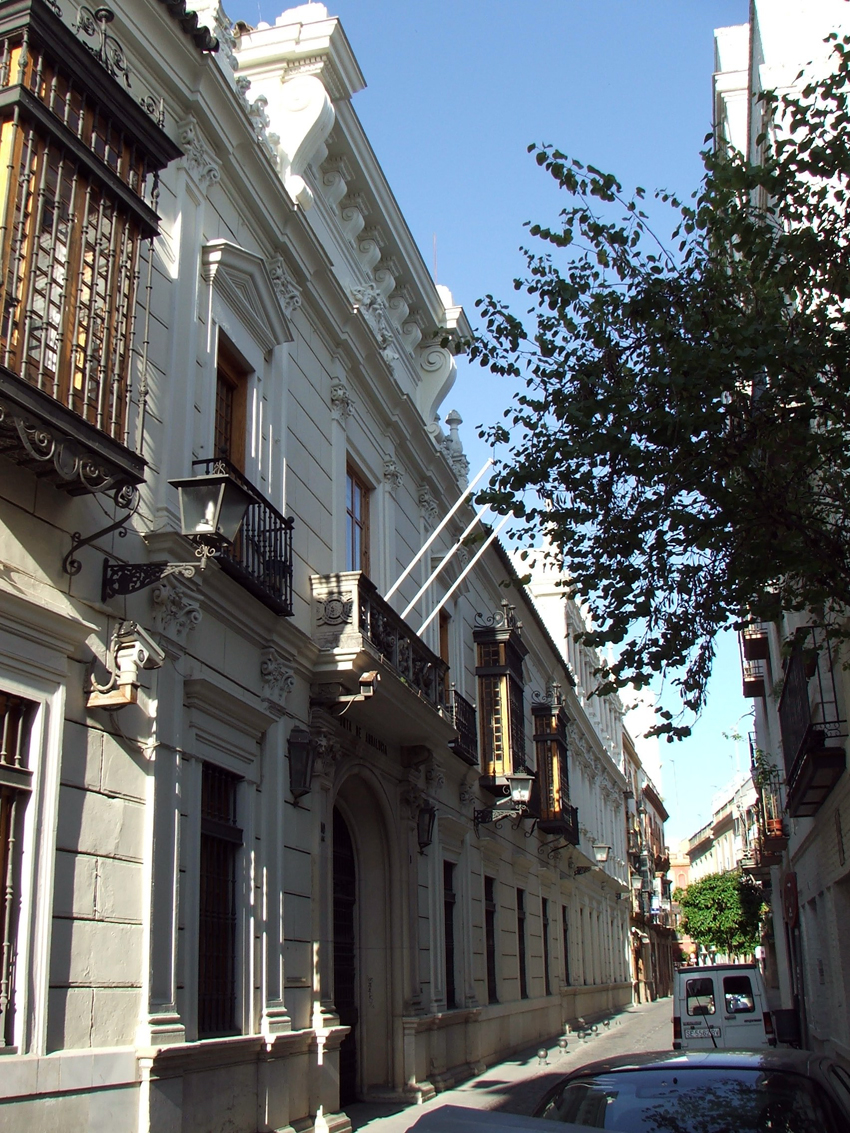
Palacio de Monsalves.

El palacio de Monsalves se encuentra en el distrito Casco Antiguo de Sevilla, Andalucía, España. Se trata de antiguo edificio reformado en 1909 por Aníbal González.

## Historia
Guillermo de Monsalves lideró a los catalanes que participaron en la Reconquista de Sevilla en 1248. Por ello, recibió heredades de Fernando III, comenzando con esto un linaje nobiliario. Guillermo de Monsalves tuvo casas en la collación de San Salvador y un olivar en Camas. Luis de Monsalves fue un militar que sirvió a Pedro I y María de Monsalves vivió en la corte de Juan II. María de Monsalves contrajo matrimonio con Pedro de Tous y los descendientes usaron el apellido materno de Monsalves hasta comienzos del siglo XVII, en que empezaron a apellidarse Tous de Monsalves. Este palacio fue heredado por los miembros de hasta familia hasta que fue heredado por María Luisa de Castilla a comienzos del siglo XIX. Esta contrajo matrimonio con el brigadier Tulio O'Neill y O'Keeffee a comienzos del siglo XIX. Su heredero pasó a ser Juan Antonio O'Neill y de Castilla, marqués de La Granja y conde de Benagiar.
Cuando el hispanista inglés Richard Ford llegó a Sevilla se instaló en una casa de la plaza de San Isidoro para, posteriormente, mudarse a este palacio. Residiendo en el mismo, su esposa tuvo un hijo. Ford hizo algunas reformas menores en el palacio y organizó en él fiestas populares que aparecieron en la prensa sevillana. En 1831 volvió a fijar su residencia en la casa de la plaza de San Isidoro y en 1833 se fue a Granada.
Richard Ford dibujó su antigua portada de piedra.
A finales del siglo XIX el palacio era propiedad de Tulio O'Neill y Salamanca, conde de Benagiar, que se llevó la portada principal de piedra a su palacio de Córdoba y vendió el palacio a Javier Sánchez-Dalp y Calonge, marqués de Aracena. La casa fue reformada por Aníbal González entre 1906 y 1909.
En 1948 pasó a ser la sede de la Compañía Sevillana de Electricidad. La empresa unió este edificio a otro anejo, adquirido al ganadero José de la Cámara. La parte adquirida en este momento tiene su acceso en la calle Alfonso XII. El conjunto fue reformado por el arquitecto Rafael Arévalo. La empresa se trasladó en 1970 a una nueva sede en la avenida de la Borbolla. El edificio pasó a ser la sede de la Delegación Provincial de Educación, posteriormente, de la Presidencia de la Junta de Andalucía. En 1996 pasó a ser la sede de la Consejería de Relaciones Institucionales de la Junta de Andalucía.
En los años 2000 se estudió su uso para una ampliación Museo de Bellas Artes de Sevilla en que se habría albergado la colección de pintura de los siglos XIX y XX y la Colección Bellver, donada por el coleccionista Mariano Bellver.
En él se ha rodado la serie de Antena 3 Allí abajo.

## Descripción
Se trata de un edificio de dos plantas con una tercera a modo de torreón.

### Exterior
La fachada principal, que da a la calle Monsalves, es de gran riqueza ornamental y muestra una clara influencia del estilo historicista, mientras que la posterior, menos ornamentada, es de concepción más clásica. En la fachada principal, la planta baja tiene ventanas y la primera plata tiene balcones. El torreón tiene una balaustrada y cinco ventanales con arcos de medio punto separadas por columnas. En el centro de la fachada principal hay un remonte con el escudo de la familia.
La portada principal, con arco de medio punto, es de hierro con decoración grutesca.

### Interior
Por la portada principal se accede al Apeadero. Este cuenta con una techumbre de madera con decoración mudéjar. En un muro hay un retablo de obra con un azulejo neobizantino de la Virgen del Perpetuo Socorro. El apeadero tiene tres puertas: la delantera da acceso a la escalera principal, la de la izquierda al patio de servicio y la de la derecha al patio principal.
La planta baja del patio del Servicio es similar a los ejemplos de la arquitectura industrial local (inspirada en la inglesa) de finales del siglo XIX y principios del XX. En esta planta se encuentran los arcos de acceso a las caballerizas. La primera planta, de estilo historicista, estaba destinada al personal de servicio del palacio. En el centro hay una fuente de mármol blanco.
El patio Principal está rodeado por una galería con columnas que sostienen cinco arcos de medio punto en cada lado. La galería tiene un artesonado neomudéjar. Cuenta con zócalos con azulejos inspirados en los realizados por Cristóbal de Augusta en el siglo XVI para el palacio Gótico del Alcázar. En el interior del patio, sobre los arcos, hay relieves de guirnaldas que se alternan con medallones de hombres y mujeres, de estilo neoclásico. En el centro hay una fuente de mármol blanco.
El patio Principal da acceso a la Capilla, que es una sala con zócalos de azulejos historicistas y un artesonado con vigas pintadas con temas florales. La parte superior de las puertas está enmarcada con yeserías con temas florales. También alberga un friso en la parte superior con temas grutescos.
El patio Interior fue reformado y ampliado a mediados del siglo XX, cuando se unió este inmueble con el anejo. Es rectangular y está dividido en seis zonas ajardinadas. Tiene una fuente de mármol blanco en el centro.
En la planta baja también se encuentra la sala Moruna, con zócalos de azulejos y el resto de los muros cubiertos yeserías neomudéjares. La sala también cuenta con un artesonado neomudéjar.
La escalera principal tiene dos tramos. Cuenta con un zócalo de azulejos en el que hay dibujados siete medallones con temas pastoriles, infantiles y faunos. Encima de este zócalo hay un mural de azulejos con La entrada triunfante del emperador Segismundo de Luxemburgo en Mantua, que tuvo lugar en el siglo XV.
Los azulejos de este palacio fueron realizados por Manuel Rodríguez y Pérez de Tudela.
Al final de la escalera hay una puerta con dos paneles de caoba con relieves neorrenacentistas: dos mujeres romanas de cuerpo entero y cuatro medallones con retratos. Los dos medallones inferiores tienen los nombres de Trajano y Sibila. La parte superior de la entrada está decorada con una yesería historicista con dos medallones con retratos.
En la primera planta se encuentra el comedor de Invierno. El marqués de La Granja adquirió un artesonado con pinturas mitológicas de 1601 de la antigua casa del poeta Juan de Arguijo y las situó entre 1858 y 1860 en el techo del antiguo comedor de Invierno. Durante el uso institucional del palacio este fue el salón de Reuniones. En el centro está Zeus en el Olimpo acompañado de dioses. En los cuatro ángulos están las pinturas de Ganímedes, Faetonte, Astrea y Eride. También hay dos cartelas con el escudo de los Arguijo y con la frase Geium et music dictatum as M 601. Desde 2015 este artesonado está conservado en el Museo de Bellas Artes.